# Zofia Leśniowska

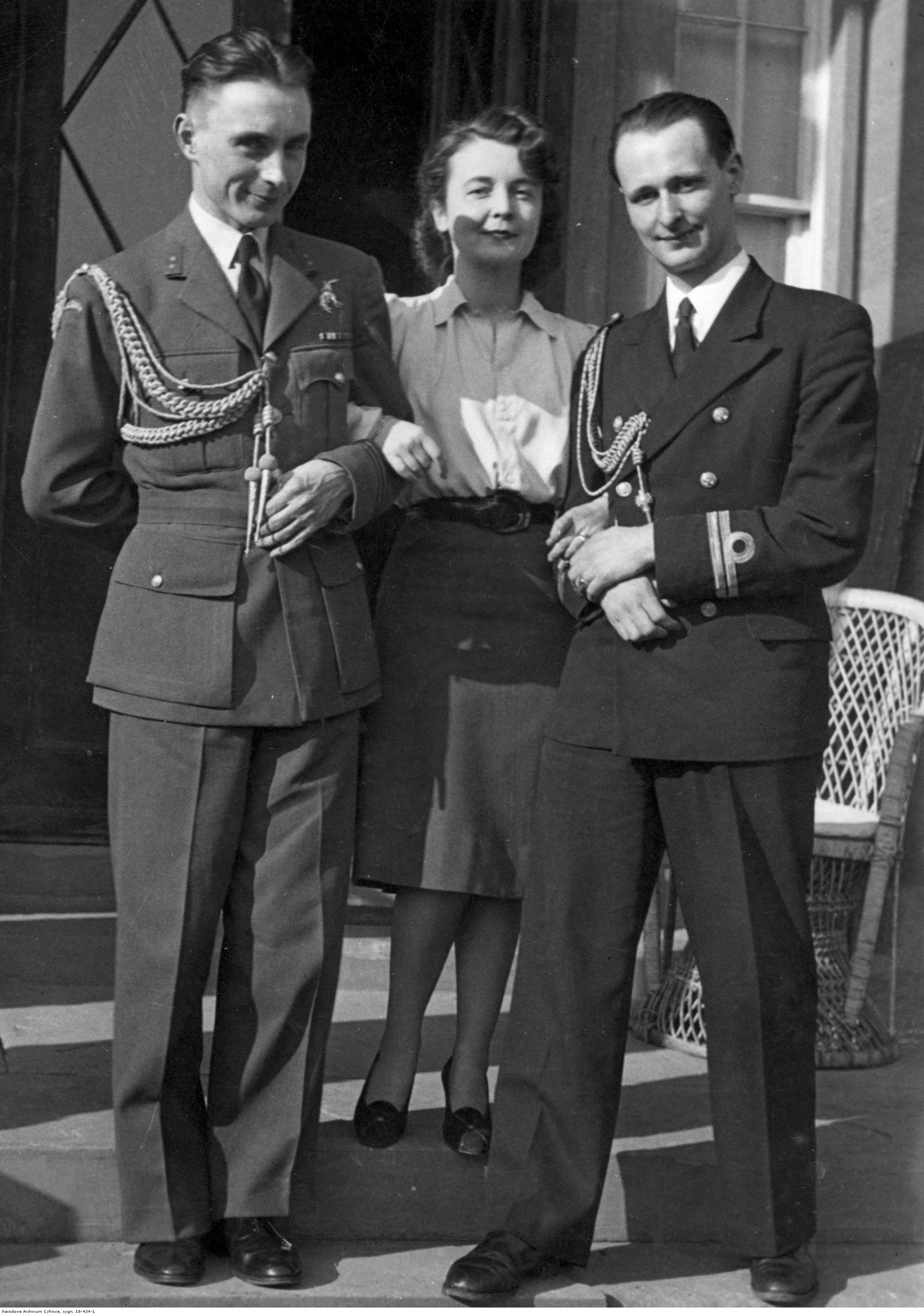
Zofia Leśniowska oraz adiutanci generała Władysława Sikorskiego por. pilot Czesław Główczyński i por. marynarki Józef Ponikiewski

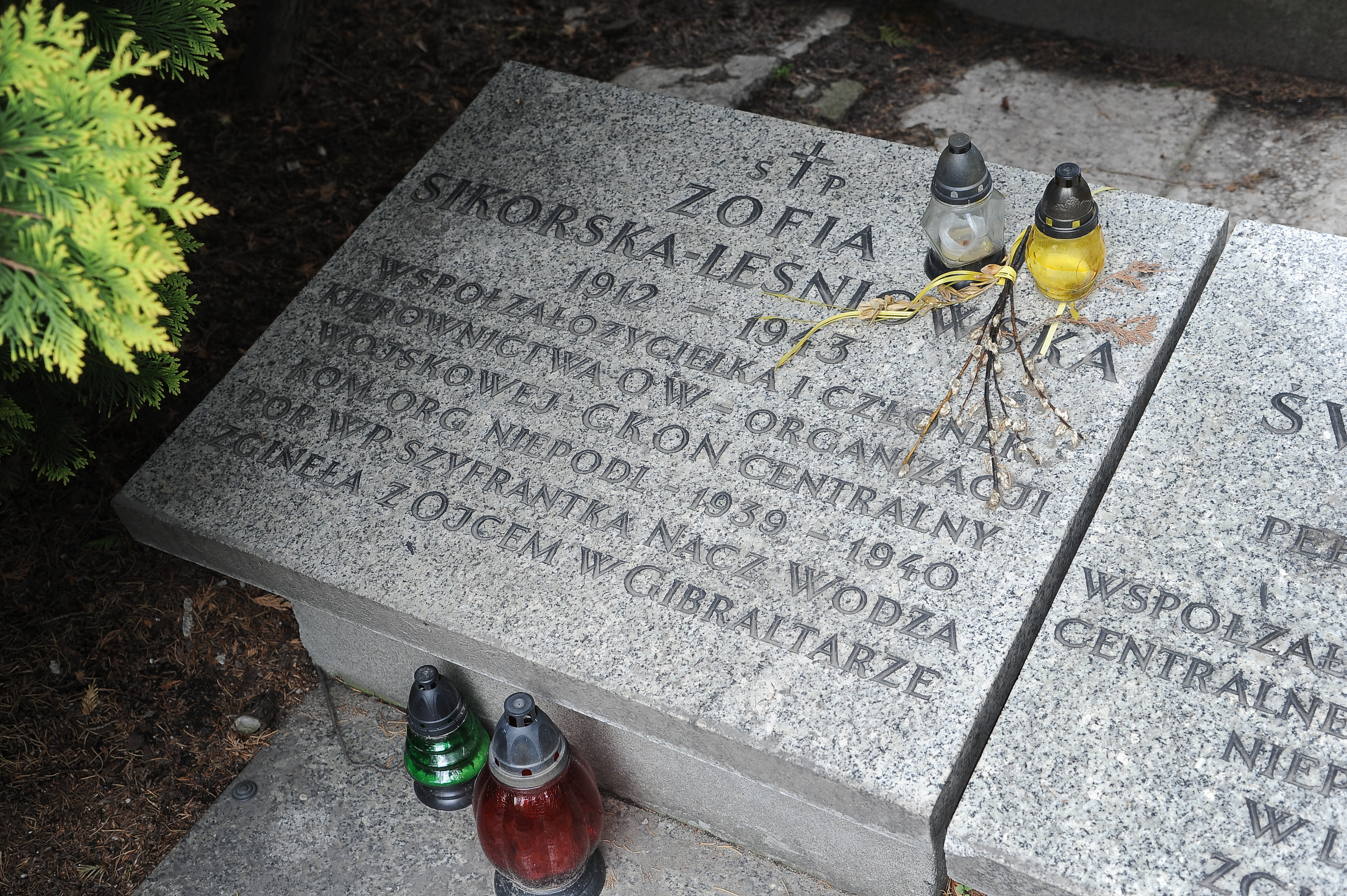
Symboliczny grób Zofii Leśniowskiej na warszawskim Cmentarzu Wojskowym na Powązkach

Zofia Wanda Leśniowska (ur. 1912 lub 1913 we Lwowie, zm. 4 lipca 1943 w Gibraltarze) – córka generała Władysława Sikorskiego, porucznik Wojska Polskiego, działaczka Polskiego Czerwonego Krzyża.

## Życiorys
Zofia Leśniowska była córką gen. Władysława Sikorskiego i Heleny Zubczewskiej, poślubionych w 1909. Według różnych źródeł urodziła się 2 marca 1912 lub 24 marca 1913 we Lwowie.
30 września 1936 w Parchaniu wyszła za mąż za porucznika Stanisława Leśniowskiego (1904-1987, syna urzędnika rolniczego Stanisława Leśniowskiego).
Po wybuchu II wojny światowej 7 września 1939 roku ojciec zlecił jej organizację ruchu oporu. Jej mieszkanie w Warszawie przy ul. Górskiego było wykorzystywane w celach konspiracyjnych. Na początku 1940 roku została wywieziona przez kuriera  Samsona Mikicińskiego do Francji. Odtąd towarzyszyła ojcu jako jego sekretarka, tłumacz i doradca.
16 listopada 1942 roku minister spraw wojskowych generał dywizji Marian Kukiel mianował ją komendantką główną Pomocniczej Służby Kobiet. Z dniem 18 lutego 1943 roku została zwolniona na własną prośbę ze stanowiska komendantki głównej Pomocniczej Służby Wojskowej Kobiet przez ministra obrony narodowej generała Mariana Kukiela  (jej zastępczynią, a następnie pełniącą obowiązki komendantki była Maria Leśniakowa). Pełniła funkcję komendantki plutonu w Wojskowej Służbie Kobiet.
Według oficjalnych źródeł zginęła 4 lipca 1943 w katastrofie lotniczej w morzu pod Gibraltarem, wraz ze swoim ojcem, ale jej ciała nigdy nie odnaleziono. Była odznaczona Honorową Odznaką PCK.

## Kontrowersje wokół katastrofy lotniczej
Udział Zofii Leśniowskiej w śmierci generała Sikorskiego jest przedmiotem teorii spiskowych. Jej ciało nie zostało odnalezione, a obecność u boku generała w owych tragicznych dniach wiąże się z wieloma kontrowersjami i niedomówieniami. Jak podawali świadkowie, była ona kilkakrotnie ostrzegana przed udziałem w feralnym locie samolotu, podobno telefonicznie przez samego Churchilla. Powstały również hipotezy mówiące o jej nieobecności podczas lotu, porwaniu i osadzeniu w obozach pod Moskwą, a później w głębi kraju, gdzie miała być z oddali widziana przez polskich oficerów, m.in. przez cichociemnego Tadeusza Kobylińskiego. Badający katastrofę Tadeusz Kisielewski stwierdził, że nie ma źródła potwierdzającego fakt wejścia na pokład samolotu córki generała Sikorskiego. Dodatkowo jej bransoletka z monogramem wkrótce potem miała zostać odnaleziona w kairskim hotelu Mena House.
Ustalenia śledztwa Instytutu Pamięci Narodowej z 2009 roku wykluczyły teorie dotyczące domniemanego zamordowania członków lotu jeszcze przed startem samolotu oraz sfingowania ich śmierci w katastrofie, przesądzając, że śmierć Władysława Sikorskiego nastąpiła najwcześniej w chwili uderzenia samolotu w wodę. Tym samym, podaje to w wątpliwość również teorie dotyczące wcześniejszego porwania Zofii Leśniowskiej.